# Nyslotts stift
Nyslotts stift (finska: Savonlinnan hiippakunta) var ett stift inom Evangelisk-lutherska kyrkan i Finland mellan åren 1897 och 1925.
Under 1890-talet växte behovet av ett nytt stift i Finland. Före 1897 fanns det i Finland bara tre stift: Åbo ärkestift, Borgå stift (senare flyttades biskopssätet till Tammerfors) och Kuopio stift (senare flyttades biskopssätet till Uleåborg. Det planerades att det fjärde stiftets biskopssäte skulle bli Viborg, men av politiska orsaker valdes Nyslott. Viborg ansågs stå inför ett större förryskningshot än Nyslott.

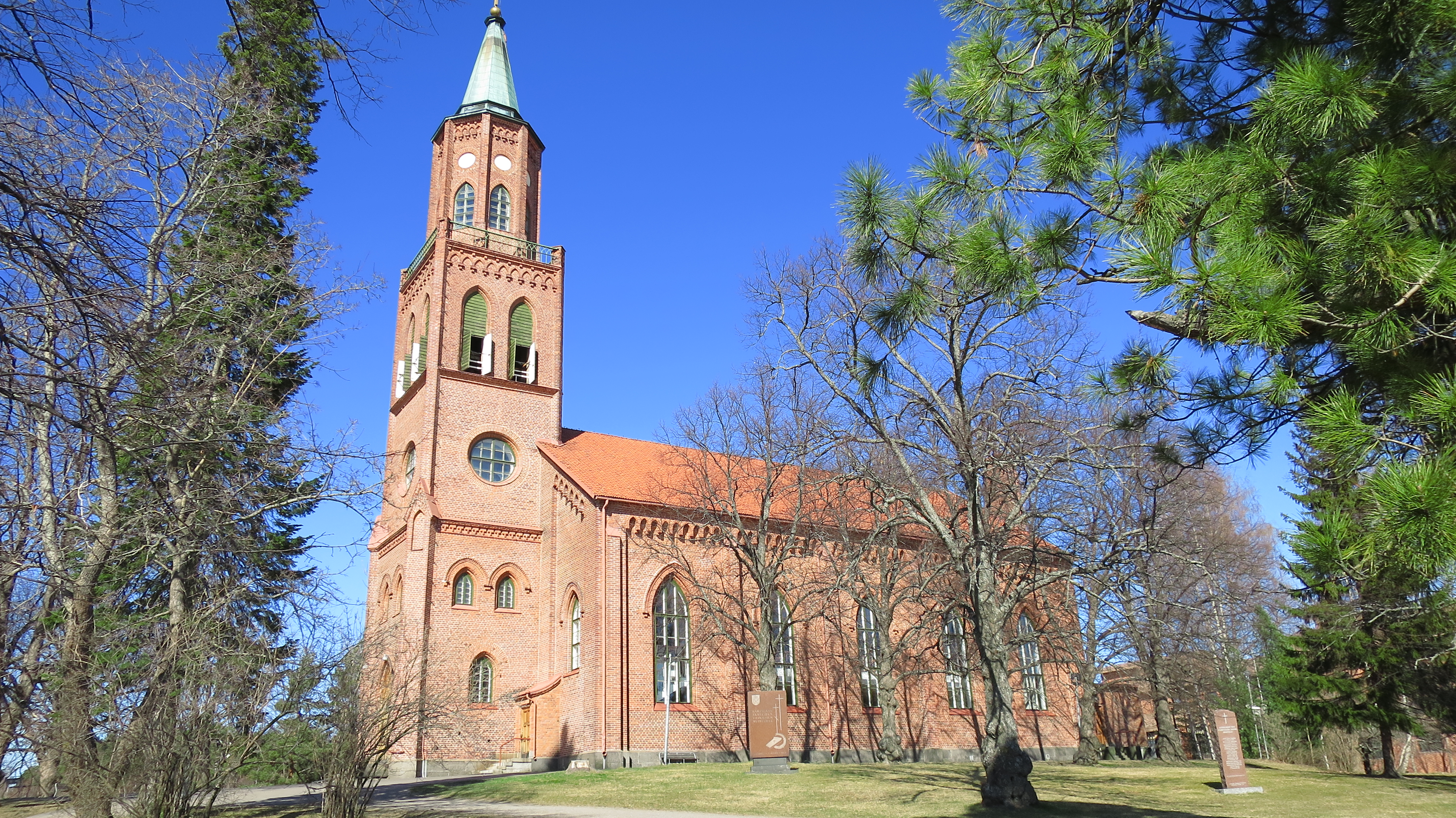
Nyslotts domkyrka

Ett kejserligt förordnande gavs om grundandet av stiftet år 1895 och stiftet påbörjade sin verksamhet 1897. Som domkyrka användes Nyslotts stadskyrka, Nyslotts domkyrka.
Efter Finlands självständighet 1917 beslöt man att flytta biskopssätet till Viborg år 1924, vilket ledde till att stiftets namn blev Viborgs stift. Därifrån flyttades biskopssätet vidare till Sankt Michel på grund av vinterkrigets och fortsättningskrigets förluster år 1945. Nyslotts domkyrka har dock bevarat sitt namn som domkyrka.

## Biskopar i Nyslotts stift
- Gustaf Johansson 1897–1899
- Otto Immanuel Colliander 1899–1924